# Рэлеевское рассеяние
Рэле́евское рассе́яние — когерентное рассеяние света без изменения длины волны (называемое также упругим рассеянием) на частицах, неоднородностях или других объектах, когда частота рассеиваемого света существенно меньше собственной частоты рассеивающего объекта или системы. Эквивалентная формулировка: рассеяние света на объектах, размеры которых меньше его длины волны. Названо в честь британского физика лорда Рэлея, установившего зависимость интенсивности рассеянного света от длины волны в 1871 году. В широком смысле также применяется при описании рассеяния в волновых процессах различной природы.

## Теория
При рэлеевском рассеянии внутреннее состояние рассеивающих частиц не изменяется. Можно рассматривать два предельных случая. Если длина волны меньше расстояния свободного пробега, то акты рассеяния на частицах можно считать независимыми. В противоположном случае в рассеянии участвуют флуктуации направлений движения молекул и их плотности.

### Модель взаимодействия с осциллятором
Для рассеяния на осцилляторе массы m, с зарядом q и собственной частотой {\displaystyle \nu _{0}} сечение рассеяния {\displaystyle \sigma _{R}} пропорционально четвёртой степени частоты рассеиваемого света {\displaystyle \nu :}
{\displaystyle \sigma _{R}={8\pi  \over 3}\left({q^{2} \over {mc^{2}}}\right)^{2}\left({\nu  \over {\nu _{0}}}\right)^{4}.}
Зависимость вывел британский физик Джон Рэлей в 1871 г.
Сечение {\displaystyle \sigma _{R}} зависит от угла рассеяния {\displaystyle \theta } между направлениями падающей и рассеянной волн:
{\displaystyle d\sigma _{R}(\theta )={3 \over 8}\sigma _{R}(1+\cos ^{2}\theta )\sin \theta d\theta ,}
рассеянная волна линейно поляризована вдоль направления, перпендикулярного плоскости, проходящей через направления распространения падающей и рассеянной волн. При рассеянии на сферических частицах (неоднородностях) степень поляризации p для неполяризованного падающего света равна:
{\displaystyle p={\sin ^{2}\theta  \over {1+\cos ^{2}\theta }};}
для рассеяния на удлинённых частицах на степень поляризации влияет и их ориентация.

### Спектральный состав
Рэлеевское рассеяние определяется как происходящее без существенного изменения частоты. Но тепловые флуктуации вносят изменение в спектральный состав, причём в жидкостях уширение может достигать 150 см−1.

## Объяснение цвета неба
Рэлеевским рассеянием солнечного света на неоднородностях атмосферы (флуктуационные неоднородности плотности воздуха) объясняется голубой цвет неба. Лучи Солнца рассеиваются в каждой точке атмосферы — и больше рассеивается коротковолновый свет. Глаз видит все рассеиваемые волны — от красного (длинноволнового), до фиолетового (коротковолнового). На фиолетовом коротковолновом краю оптического спектра идёт нарастание. Поэтому интегральная картинка воспринимается глазом как голубой цвет, отодвинутый от фиолетового края, но тяготеющий именно к этой стороне спектра.
На закате же при малых углах Солнца относительно линии горизонта наблюдаются иные явления. Если в точке неба вдалеке от Солнца наблюдатель видит всё тот же голубой цвет, то вблизи Солнца — красный. Дело в том, что в любой точке неба вдалеке от Солнца наблюдатель по-прежнему видит рассеянный, то есть коротковолновый (интегральный голубой) свет. А на малых углах рассеяния, где больше прямых лучей Солнца, до наблюдателя гораздо больше доходит длинноволновый, то есть красный цвет. Это объясняется тем, что по сравнению с положением Солнца в кульминации свет проходит в несколько раз большую толщу атмосферы, и от фиолетового света не остаётся практически ничего — он рассеивается многократно в другие стороны. И интегральная картинка смещается к красному краю спектра.

## Применение
Применяется в рефлектометрии.